# Pointe Vénus
La pointe Vénus est un cap de Tahiti, en Polynésie française. Son nom lui a été donné à la suite du débarquement de James Cook en prévision de l'observation du transit de Vénus de 1769.

## Localisation
La pointe Vénus est un petit cap du nord de l'île de Tahiti. Administrativement, il est situé sur la commune de Mahina.
Il s'agit du point le plus au nord de l'île. Il est bordé à l'ouest par la baie de Matavai.

## Histoire

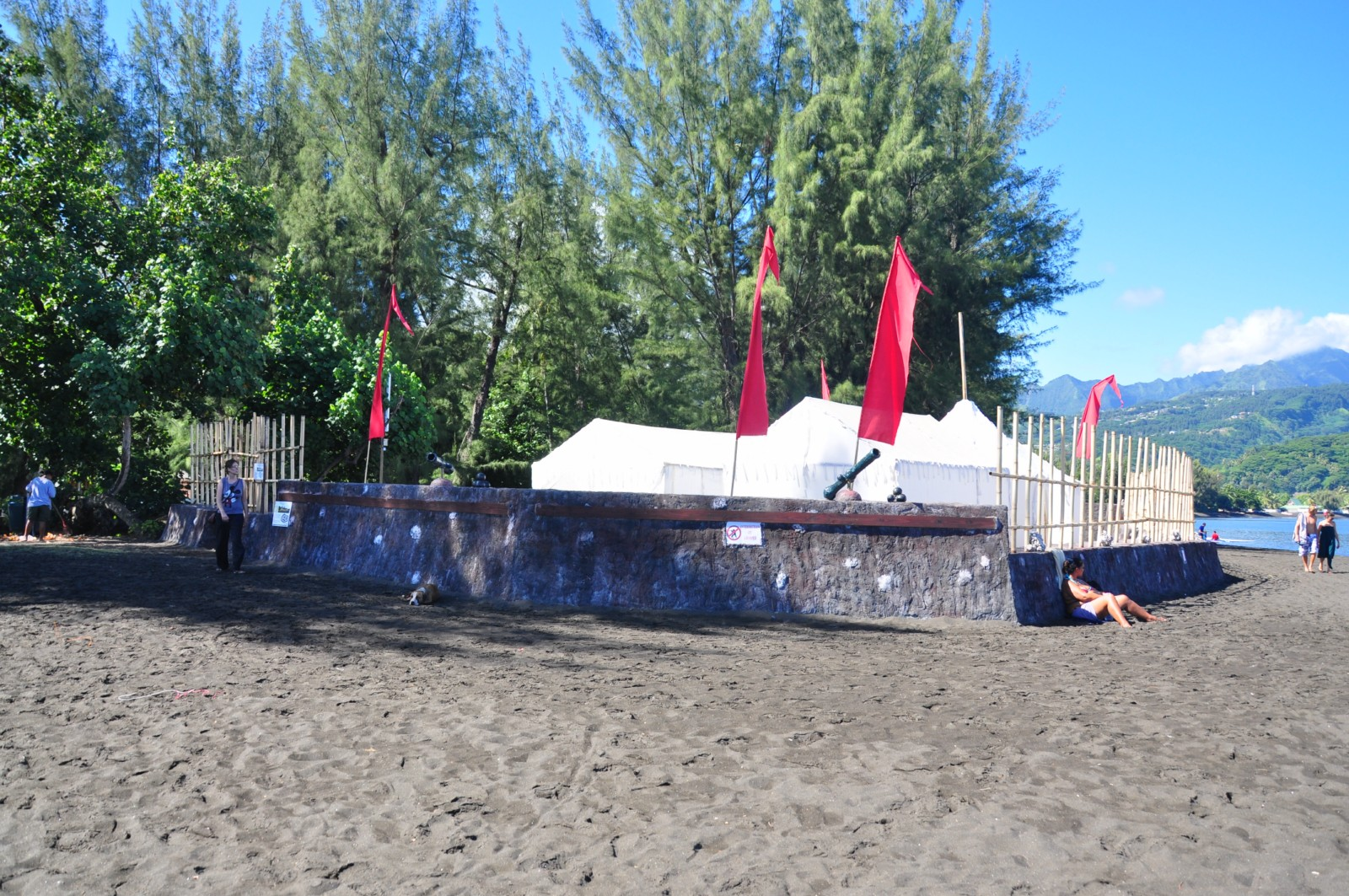
Réplique du fort destiné à sécuriser l'observatoire de James Cook lors du transit de Vénus de 1769.

En 1769, l'Endeavour de James Cook mouille dans la baie lors de son premier voyage afin d'observer le transit de Vénus qui est attendu le 3 juin. L'équipage débarque sur le cap et y fait construire un petit fort afin que les observations bénéficient de bonnes conditions.
La HMS Bounty mouille dans la baie de Matavai le 26 octobre 1788. Les premiers missionnaires protestants anglais envoyés par la Société missionnaire de Londres y mouillent également le 5 mars 1797.
La Pointe Venus a été un lieu très important au 18 ieme siècle par la précision de sa localisation. Elle permettait aux navigateur de recaler leurs montres et autres instruments pour déterminer longitude et latitude durant leur voyage.
En 1866, un phare y est construit afin de baliser le nord de l'île de Tahiti. Il est inauguré en 1868.